# 745 (číslo)
Sedm set čtyřicet pět je přirozené číslo. Následuje po číslu sedm set čtyřicet čtyři a předchází číslu sedm set čtyřicet šest. Římskými číslicemi se zapisuje DCCXLV a řeckými číslicemi ψμε.

## Matematika
745 je
- Poloprvočíslo
- Deficientní číslo
- Složené číslo
- Nešťastné číslo

## Astronomie
- (745) Mauritia je planetka hlavního pásu, kterou objevil v roce 1913 Franz Kaiser

## Roky
- 745 př. n. l.
- 745